# Nabierieżnyje Czełny
Nabierieżnyje Czełny (ros. Набережные Челны, tatar. Яр Чаллы, Jar Czałły) – miasto w Rosji (Tatarstan), nad Kamą. Około 533,8 tys. mieszkańców (2020).

## Historia
Pierwsze ślady archeologiczne datowane na 3000 lat p.n.e. Wieś Czełny lokowana w 1172 przybrała obecną formę urbanistyczną i prawną w 1930 roku. Wtedy też zmieniła nazwę na Nabierieżnyje Czełny. W latach 1982–1988 miasto nosiło nazwę Breżniew od nazwiska Leonida Breżniewa i było traktowane jako wzorcowe miasto socjalistyczne. Rozwój urbanistyczny miasta ograniczony jest rzeką Kamą oraz zakładami KAMAZ. Jedyna forma zabudowy mieszkaniowej to dziesięciokondygnacyjna lub wyższa zabudowa blokowa.
W mieście znajduje się fabryka ZMA produkująca w pierwszej dekadzie XXI wieku m.in. modele Fiata.

## Sport
- KAMAZ Nabierieżnyje Czełny – klub piłkarski
- HK Czełny – klub hokeja na lodzie

## Galeria

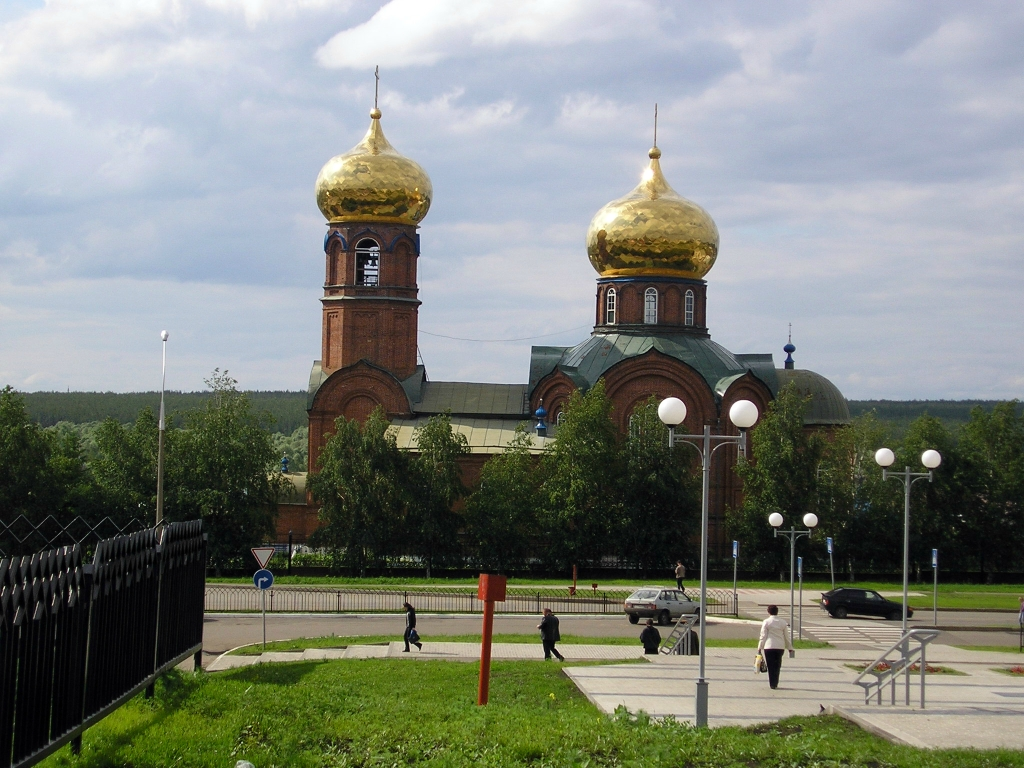
Sobór Wniebowstąpienia Pańskiego
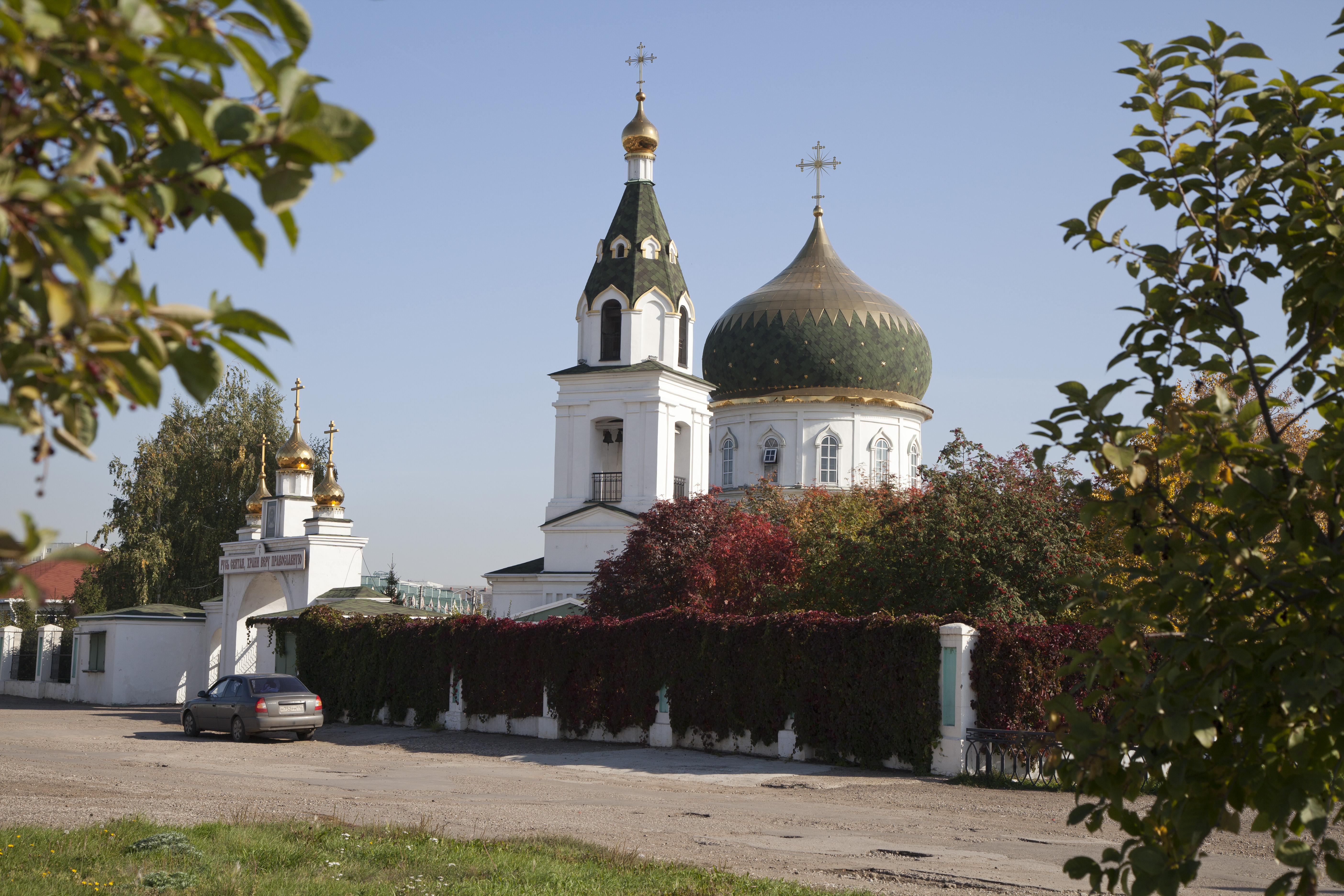
Cerkiew św. Kosmy i św. Damiana
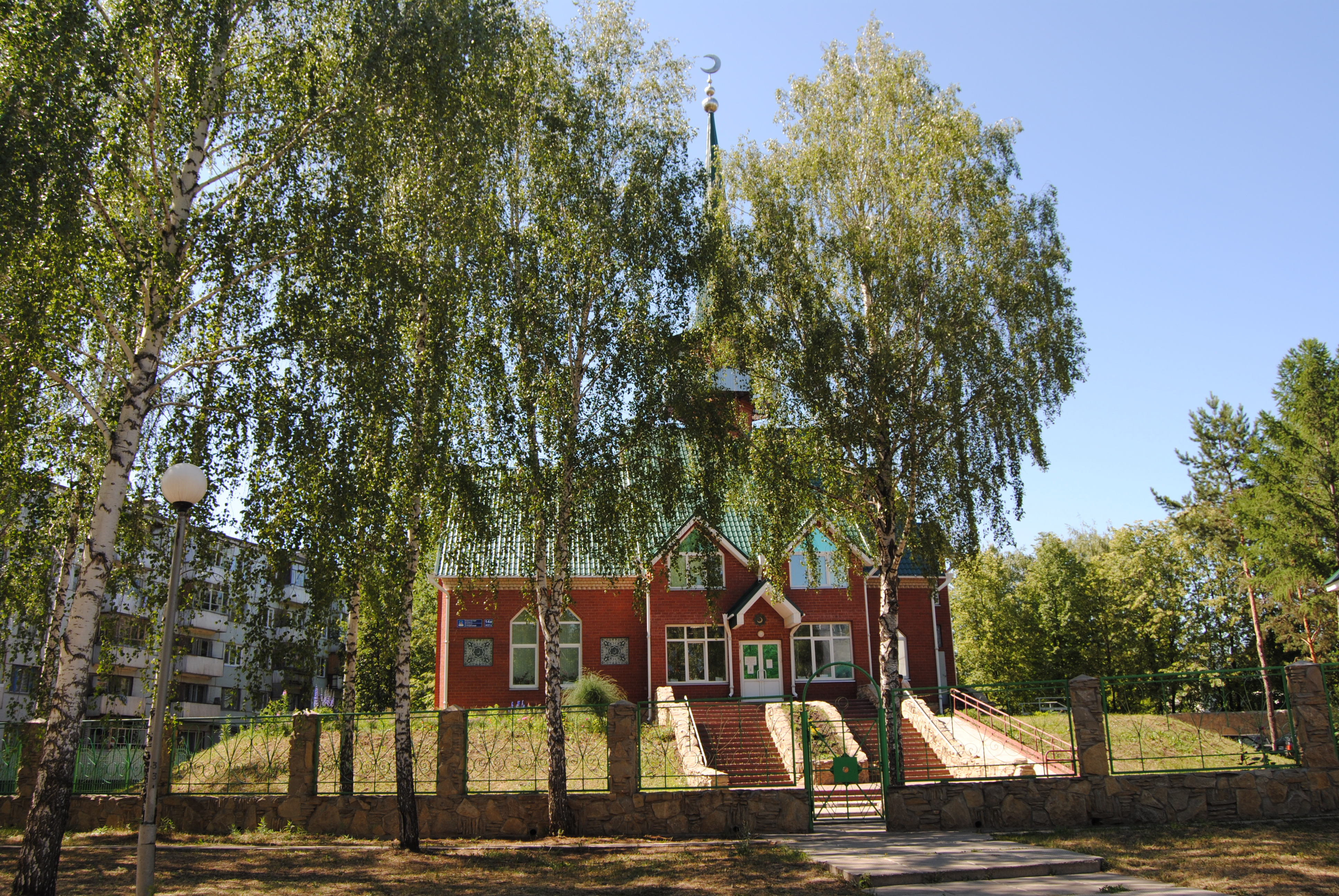
Meczet Tufan
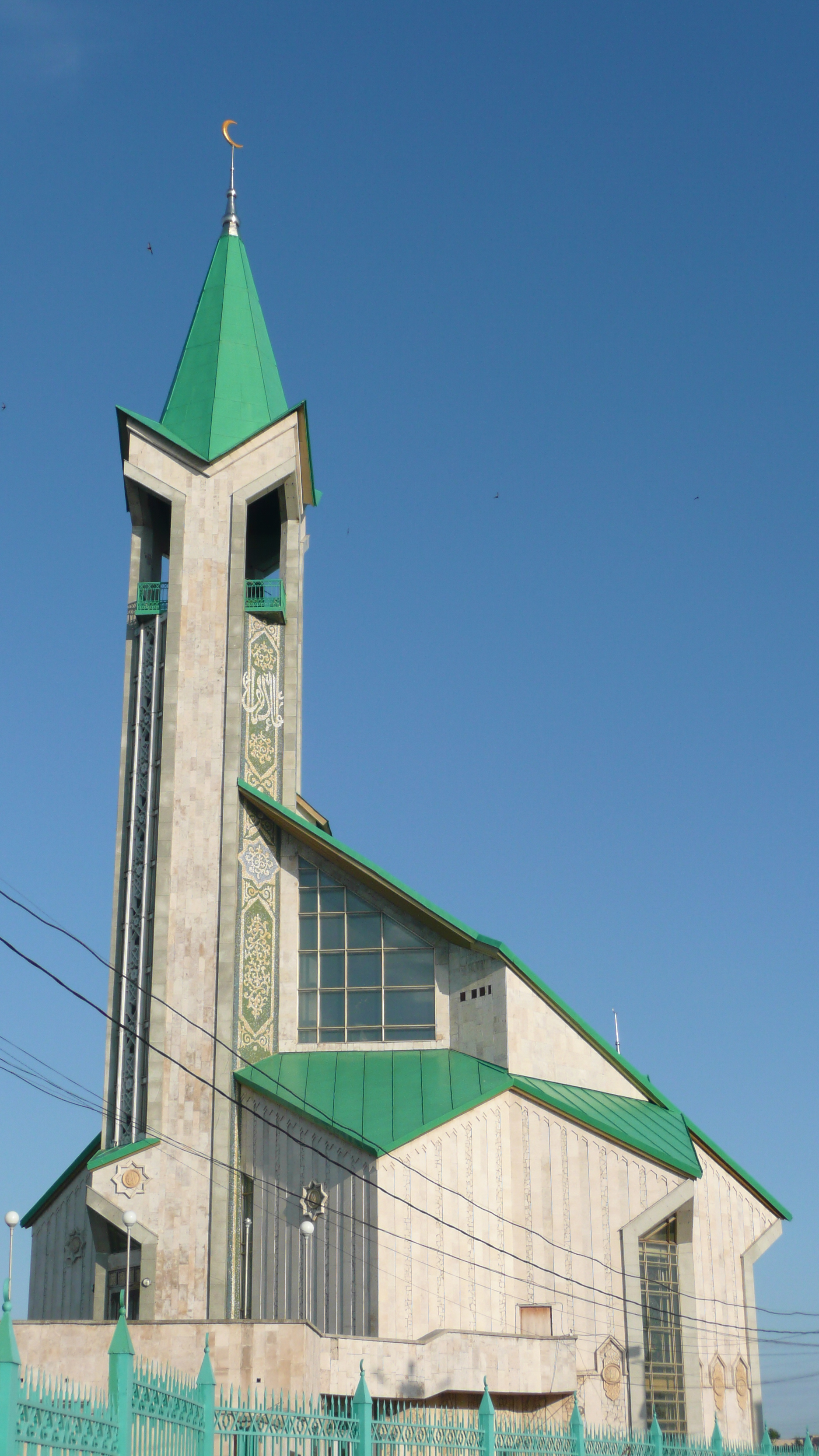
Meczet Tauba
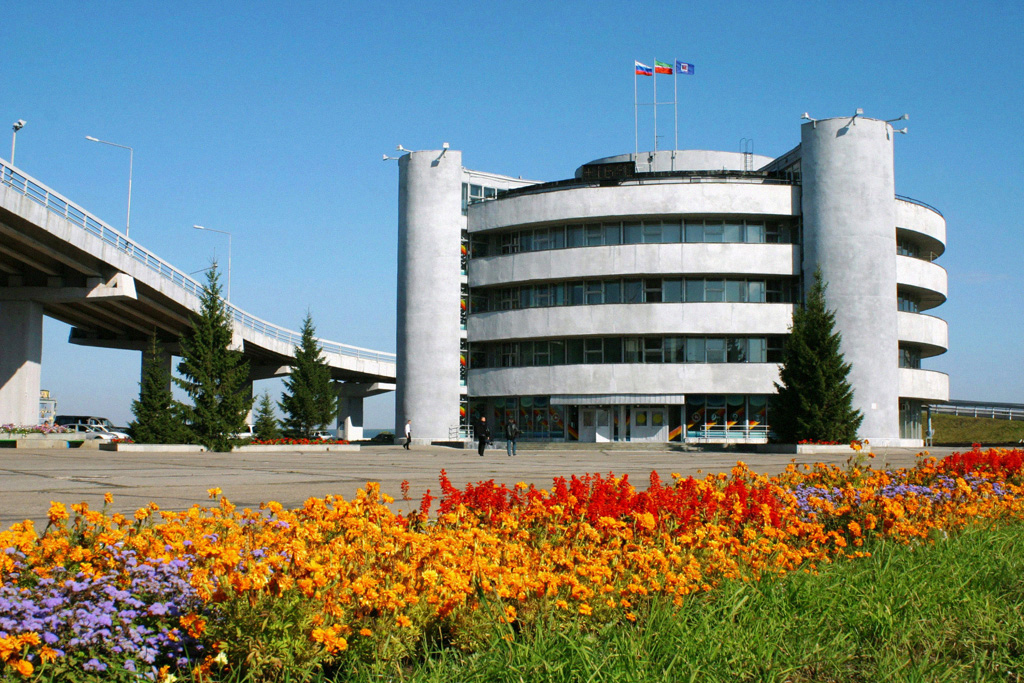
Budynek GES
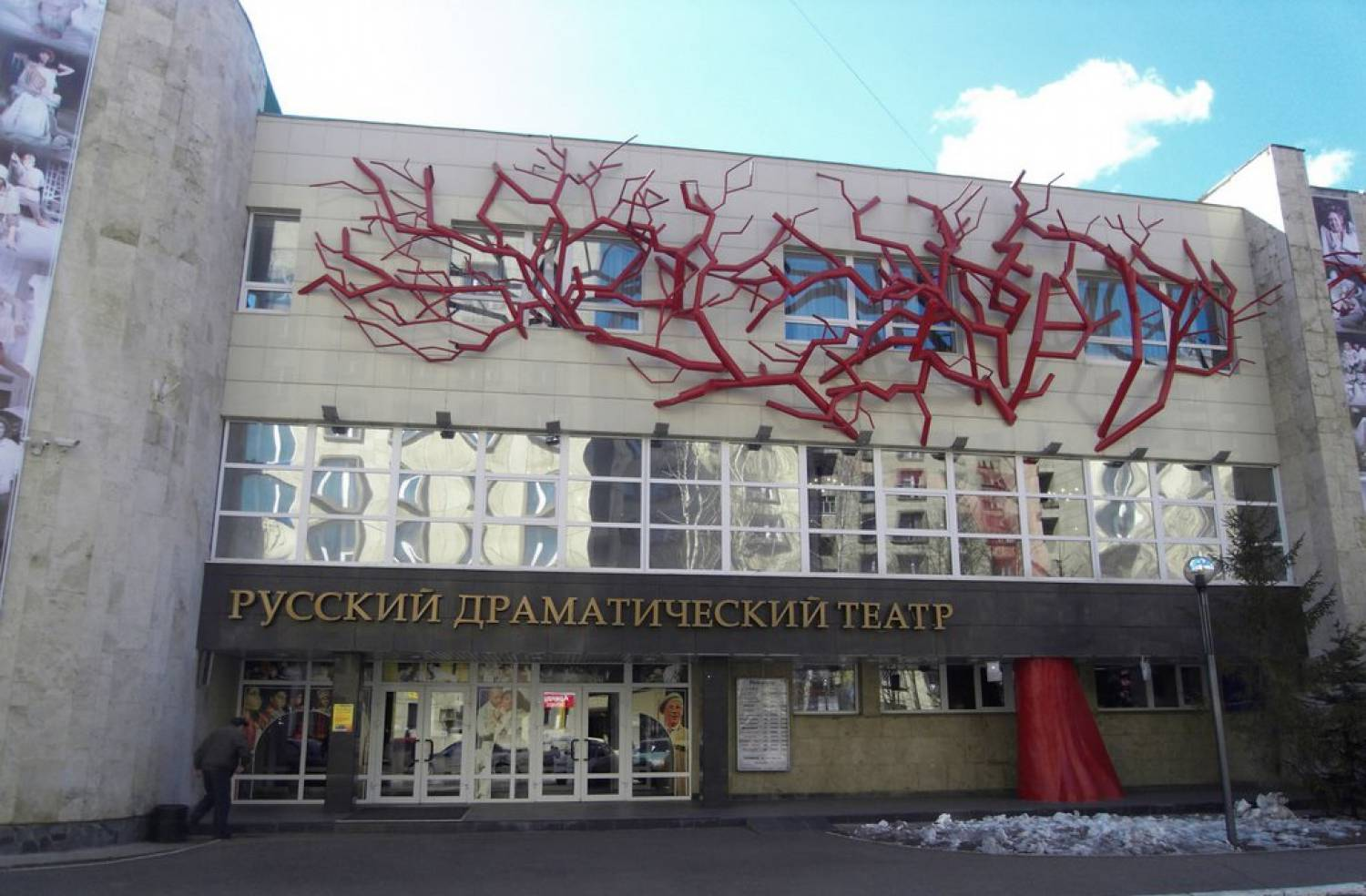
Teatr Masterowyje
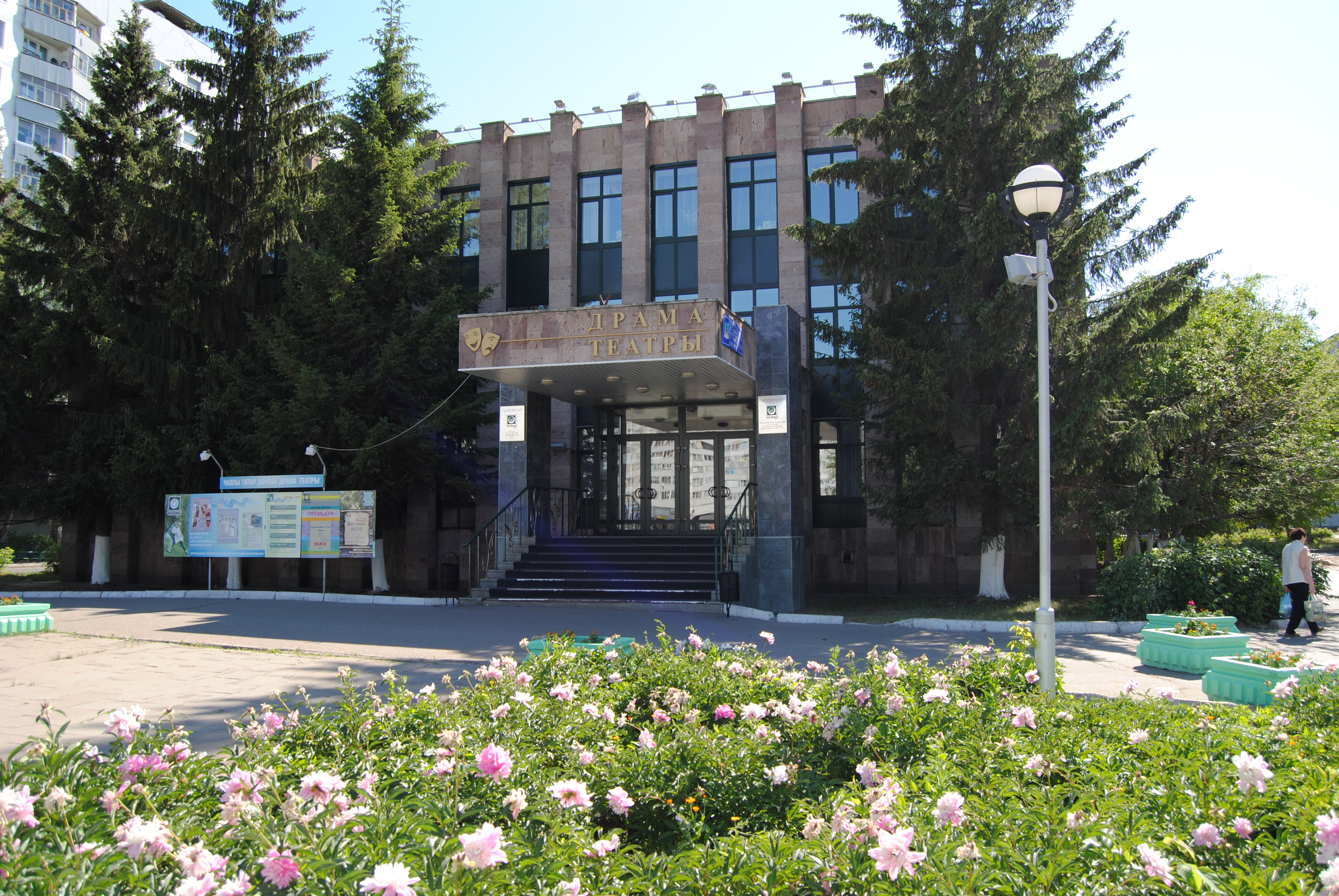
Teatr tatarski
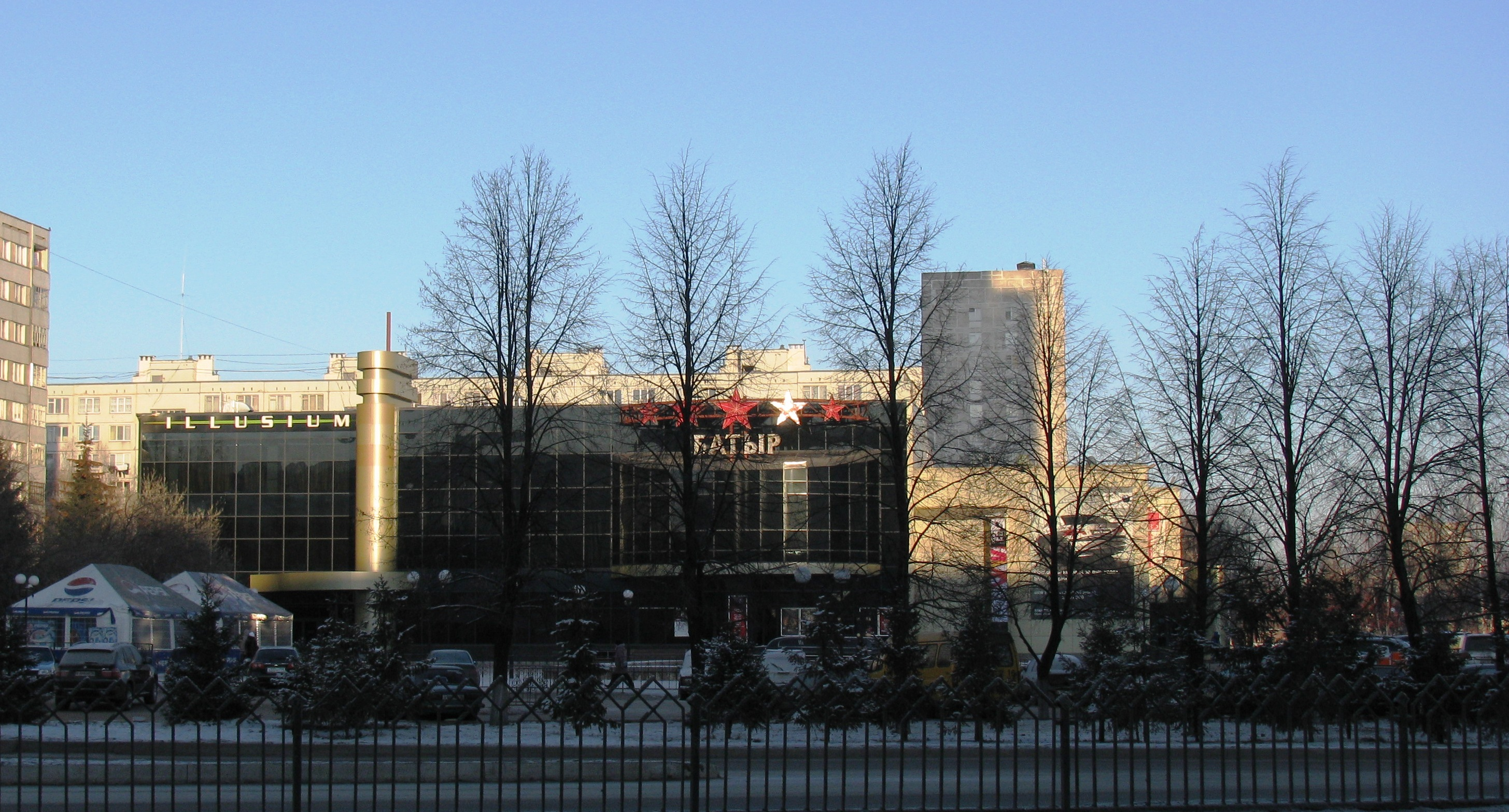
Kinoteatr „Batyr”